# Ron Harris (Fußballspieler)
Ronald Edward Harris (* 13. November 1944 in London), bekannt unter dem Spitznamen Chopper, ist ein ehemaliger englischer Fußballspieler und späterer Spielertrainer, der von 1961 bis 1980 für den FC Chelsea spielte. Harris galt als einer der härtesten Verteidiger seiner Zeit. Mit 795 Einsätzen für den FC Chelsea ist er heute der Rekordspieler des Vereins.

## Karriere

### Verein
Harris war ein Mitglied der Chelsea-Mannschaft, die den FA Youth Cup im Jahr 1961 gewann und gab sein Debüt für die erste Mannschaft am 24. Februar 1962 bei einem 1:0-Sieg gegen Sheffield Wednesday. Innerhalb eines Jahres hatte er sich als Stammspieler etabliert, eine Position, die er für die nächsten achtzehn Jahre innehaben würde. Er war neben Peter Bonetti, Peter Osgood und Bobby Tambling ein wichtiger Bestandteil des jugendorientierten Aufbaus des neuen Chelsea-Trainers Tommy Docherty nach dem Abstieg aus der First Division.
Nach der Rückkehr des Vereins in die höchste Spielklasse festigte Harris seinen Ruf als kompromissloser und gleichzeitig talentierter Verteidiger mit einer Reihe starker (und manchmal berüchtigter) Leistungen. Seinen ersten Titel für Chelsea gewann er 1965 mit einem Ligapokalsieg im Finale gegen Leicester City. In der gleichen Saison kämpfte Chelsea die meiste Zeit des Jahres um den Meistertitel, belegte aber letztendlich den dritten Platz, nachdem das Team nur eines ihrer letzten fünf Spiele gewonnen hatte. Im folgenden Jahr, als Terry Venables zu Tottenham Hotspur wechselte, wurde er Kapitän des Klubs. Er war 1967 der jüngste Kapitän, der jemals in einem FA-Cup-Finale die Kapitänsbinde trug, welches gegen Tottenham mit 1:2 verloren ging. Chelsea, angeführt von Harris, erreichte drei Jahre später ein weiteres FA-Cup-Finale, diesmal gegen Leeds United – eine Mannschaft, die damals ihren Höhepunkt im englischen Fußball hatte. Das FA-Cup-Finale von 1970 gegen Leeds United gilt als eines der härtesten aller Zeiten und brachte Harris in der Rolle des Anführers und des kompromisslosen Tacklers zur Geltung. Nachdem Leeds in Wembley-Stadion nur noch sechs Minuten vor Schluss mit 2:1 in Führung gegangen war, war es sein schneller Freistoß, den Ian Hutchinson zum Ausgleichstor verwandelte. Während des Wiederholungsspiels in Old Trafford musste sein Gegenspieler, Ledds Spielmacher Eddie Gray, nach einem Foul von Harris nach 8. Minuten vom Platz. Chelsea gewann schließlich mit 2:1 nach Verlängerung.
In der folgenden Saison gewann Harris mit dem Verein den Europapokal der Pokalsieger im Finale gegen Real Madrid in Athen. Dies war der erste große europäische Titel für Chelsea. Harris erreichte 1972 mit Chelsea auch ein zweites Ligapokalfinale, verlor aber überraschenderweise gegen Stoke City, was sich als sein letztes großes Finale für den Verein herausstellte. Harris hielt dem Verein auch bei seinem späteren langsamen Niedergang die Treue. Während des folgenden Jahrzehnts stieg die Mannschaft zweimal ab und einmal auf. Harris wurde am Ende der Saison 1971/72 von John Hollins als Kapitän abgelöst. Er verließ schließlich Chelsea 1980, um Spielertrainer beim FC Brentford zu werden, nachdem er 795 Spiele für Chelsea bestritten hatte. Er war später auch kurze Zeit Spielertrainer des FC Aldershot.

### Nationalmannschaft
Er absolvierte vier Länderspiele für Englands U23 zwischen 1966 und 1968.

## Erfolge
- FA Youth Cup: 1960
- Football League Cup: 1965
- FA Cup: 1970
- Europapokal der Pokalsieger: 1971